# Parortholitha indocilis
Parortholitha indocilis là một loài bướm đêm trong họ Geometridae.